# Margus Hunt
Margus Hunt (ur. 14 lipca 1987) – estoński lekkoatleta, kulomiot i dyskobol. Od 2013 zawodnik zespołu NFL Cincinnati Bengals.
W 2005 zdobył złoty medal w rzucie dyskiem podczas Mistrzostw Europy juniorów w lekkoatletyce rozegranych w Kownie. Był jedną z największych gwiazd Mistrzostw Świata Juniorów w Lekkoatletyce rozegranych w 2006 w Pekinie. Zdobył tam z dużą przewagą złoty medal w pchnięciu kulą notując 12. wynik w historii wśród juniorów. Jednak prawdziwy popis swoich umiejętności dał w konkursie rzutu dyskiem, już w eliminacjach pobił rekord świata juniorów (66.35), w finale jeszcze dwukrotnie poprawiał swoje osiągnięcie (66,68 m w czwartej kolejce oraz 67,32 m w szóstej), co zaowocowało nowym rekordem świata i drugim złotem tej imprezy.
Hunt studiował na Southern Methodist University, gdzie w latach 2009–2011 grał w futbol w drużynie uniwersyteckiej SMU Mustangs w formacji defensywnej na pozycji defensive end. W kwietniu 2013 został wybrany w drugiej rundzie draftu NFL z numerem 53. przez Cincinnati Bengals. 

## Rekordy życiowe
- rzut dyskiem (1,50 kg) - 69,50 (2004) były rekord świata kadetów
- rzut dyskiem (1,75 kg) - 67,32 (16 sierpnia 2006) były rekord świata juniorów
- rzut dyskiem (2 kg - seniorski) - 61,33 (2010)
- pchnięcie kulą (5 kg) - 20,00 (2004)
- pchnięcie kulą (6 kg) - 20,53 (2006)
- pchnięcie kulą (hala, 7,26 kg - seniorska) - 18,49 (2007)